# Badachsjan (provincie)
Badachsjan of Badakhshān (Pasjtoe: بدخشان; badaḫšān) is een van de 34 provincies van Afghanistan. De provincie omvat het noordoostelijkste deel van het land en de Wachan-corridor, de oostelijke uitstulping van Afghanistan. De provincie vormt onderdeel van de regio Badachsjan, waartoe ook de Tadzjiekse autonome provincie Gorno-Badachsjan behoort.
In de provincie ligt de 7.492 meter hoge Noshaq, wat de hoogste berg van het land is.

## Bestuurlijke indeling
De provincie Badachsjan is onderverdeeld in 28 districten:
- Arghanj Khwa
- Argo
- Baharak
- Darayim
- Darwaz
- Darwazi Bala
- Fayzabad
- Ishkashim
- Jurm
- Khash
- Khwahan
- Kishim
- Kohistan
- Kuf Ab
- Kuran Wa Munjan
- Ragh
- Shahri Buzurg
- Shighnan
- Wakhan
- Zebak
- Shiki
- Shuhada
- Tagab (Kishmi Bala)
- Tishkan
- Warduj
- Yaftali Sufla
- Yamgan (Girwan)
- Yawan

Badakhshān · Bādghīs · Baghlān · Balkh · Bāmyān · Dāykundī · Farāh · Fāryāb · Ghaznī · Ghōr · Helmand · Herāt · Jowzjān · Kābul · Kandahār · Kāpīsā · Khōst · Kunar · Kunduz · Laghmān · Lōgar · Nangarhār · Nīmrōz · Nūristān · Paktiyā · Paktīkā · Panjshayr · Parwān · Samangān · Sar-e Pul · Takhār · Uruzgān · Wardak · Zābul